# Transfiguratiekathedraal (Donetsk)
De Kathedraal van de Heilige Transfiguratie (Oekraïens: Свято-Преображенський катедральний собор, Russisch: Спасо-Преображенский собор) in Donetsk, een stad in het oosten van Oekraïne, is het belangrijkste kerkgebouw van het bisdom van Donetsk en Marioepol van de Oekraïens-orthodoxe Kerk behorend tot het patriarchaat van Moskou. De huidige kerk werd in de jaren '90 van de 20e eeuw gebouwd naar het voorbeeld van een in de vroege jaren '30 vernietigd kerkgebouw met dezelfde naam.

## De oude Transfiguratiekathedraal
Met de bouw van de in 1931 vernietigde kerk werd in het najaar van 1883 begonnen. De nieuwe stenen kerk verving een houten kerk. Op 2 november 1886 vond de wijding van het kerkgebouw plaats. Op 11 december 1930 beroofden de autoriteiten de kathedraal van haar klokken en de klokkentoren werd daarna gesloopt. Even later werd ook het lot van het gebouw bezegeld: de kathedraal moest worden opgeofferd om bouwmateriaal te verkrijgen. Volgens de toenmalige autoriteiten zou de sloop van de kathedraal 80% aan bruikbaar bouwmateriaal opleveren. Het puin van de opgeblazen kathedraal bleef echter nog twee jaar liggen. Tegenwoordig staat op de plaats van de oude Transfiguratiekathedraal een monument van zwart graniet uit de jaren '50 voor de Vechters van de Sovjet-Unie en de in 1999-2000 nieuw gebouwde Geboortekerk.

## De nieuwe kerk
Op 12 februari 1992 wees de gemeenteraad van Donetsk een stuk grond aan voor de bouw van een nieuwe kathedraal op de plaats van een oude begraafplaats. Met de bouw werd begonnen in het jaar 1997. De kathedraal, die geen replica is van de oude kathedraal, kon in het jaar 2006 door de gelovigen in gebruik worden genomen. Bij de ingang van de kathedraal werd in 2002 een bronzen standbeeld van de aartsengel Michaël geplaatst, een beeld dat vroeger op het Onafhankelijkheidsplein te Kiev stond en aldaar vervangen werd door een ander beeld van de aartsengel.
In 2009 bracht patriarch Kirill een bezoek aan de kathedraal.

## Afbeeldingen

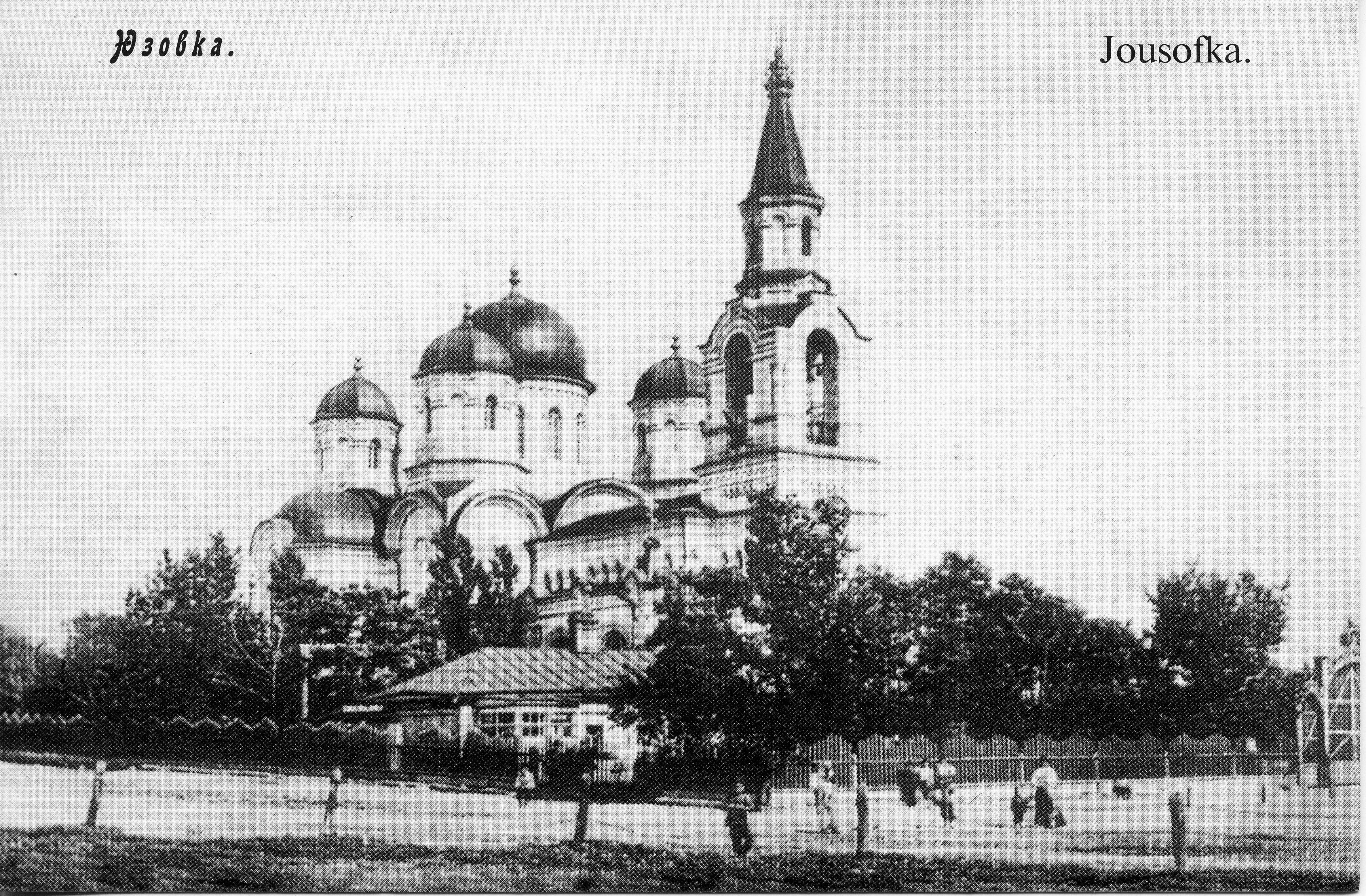
Oude kathedraal voor 1931
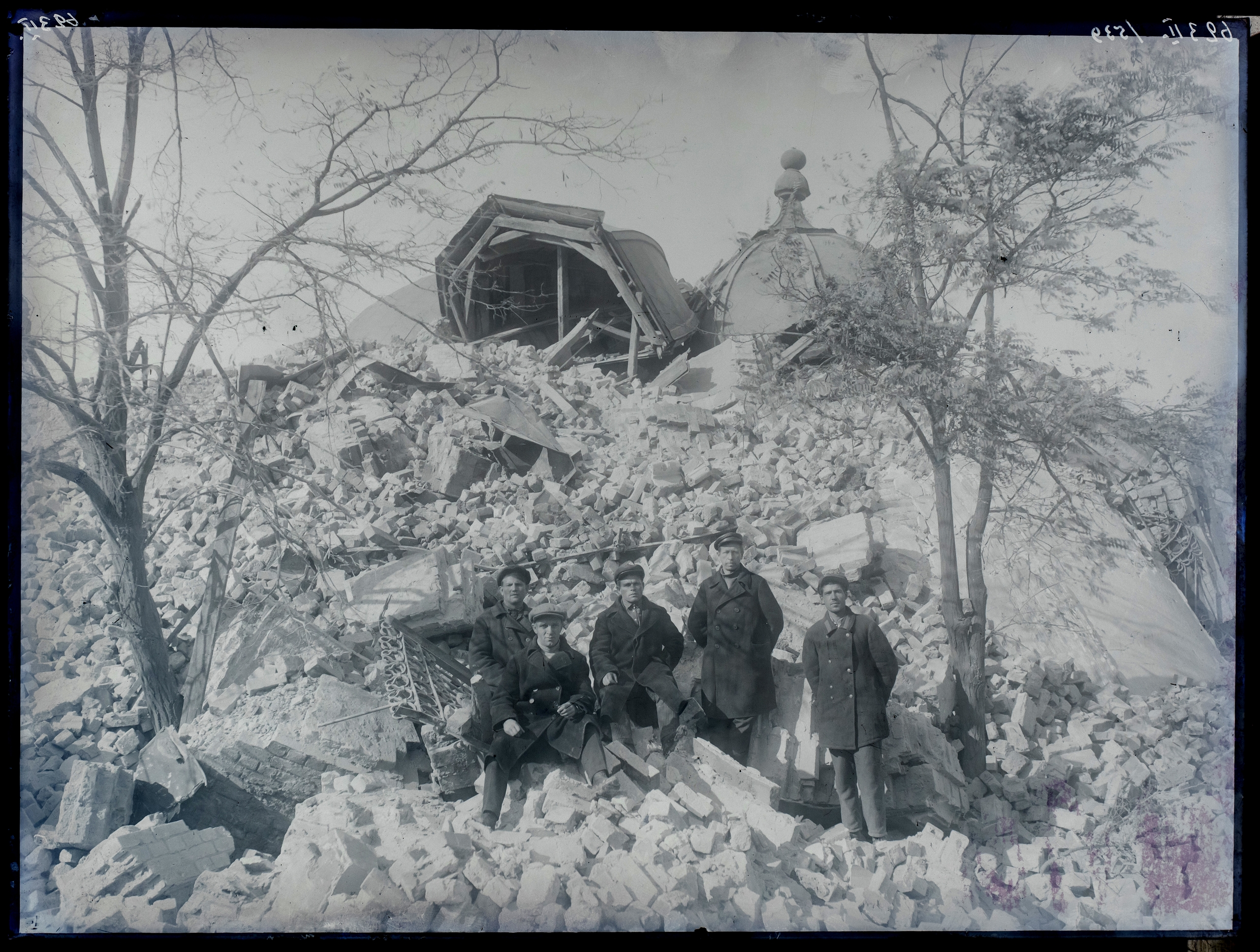
De kathedraal na verwoesting (1931)
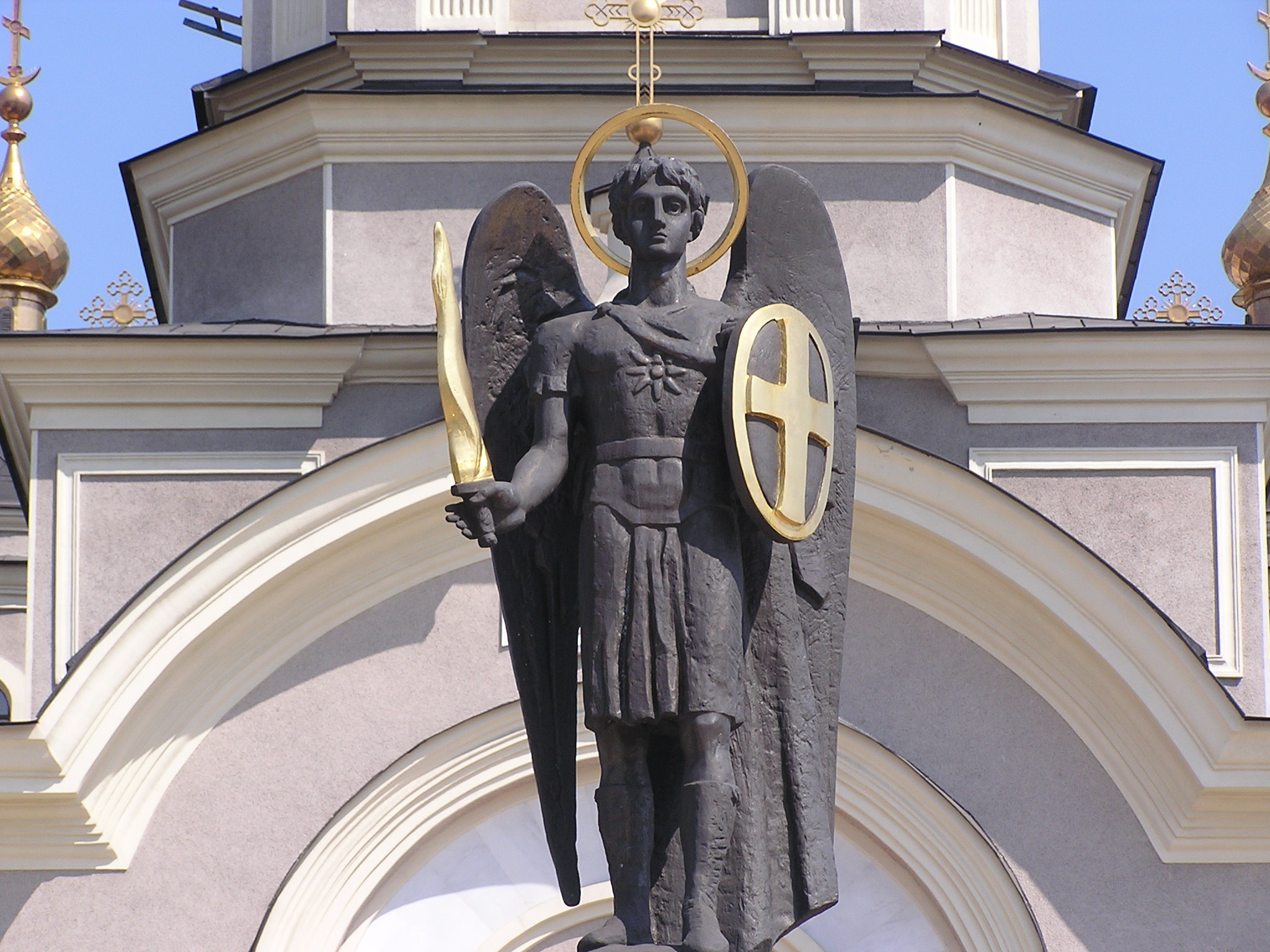
Beeld aartsengel Michaël